# Aquarius Beach Buggies
Aquarius Beach Buggies war ein britischer Hersteller von Automobilen.

## Unternehmensgeschichte
Das Unternehmen aus Reading in der Grafschaft Berkshire begann 1971 mit der Produktion von Automobilen und Kits. Der Markenname lautete Aquarius. 1972 endete die Produktion. Insgesamt entstanden etwa zehn Exemplare.

## Fahrzeuge
Das einzige Modell war ein VW-Buggy, Ein Bausatz kostete 100 Pfund und Fertigfahrzeuge 450 Pfund.